# Giana Farouk
Giana Farouk (10 de dezembro de 1994) é uma carateca egípcia, medalhista olímpica.

## Carreira
Farouk conquistou a medalha de bronze nos Jogos Olímpicos de Verão de 2020 em Tóquio, após confronto na semifinal contra a chinesa Yin Xiaoyan na modalidade kumite feminina até 61 kg. Ela também é uma das caratecas com melhor desempenho da história no Campeonato Mundial.